# ネストル・クラウセン
ネストル・ロランド・クラウセン（Néstor Rolando Clausen、1962年9月29日 - ）は、アルゼンチン、サンタフェ州出身の元同国代表サッカー選手で指導者。ポジションは右サイドバック。

## 経歴
1980年にCAインデペンディエンテでプロデビューを果たし、1988年まで在籍、この間にはコパ・リベルタドーレスやインターコンチネンタルカップなどのタイトルを獲得した。その後スイスのFCシオン、アルゼンチンのラシン・クルブでのプレーを経て、1995年にインデペンディエンテに復帰、1997年まで在籍した。1998年にアルセナルFCで現役を引退した。
1983年から1989年にかけてアルゼンチン代表に招集され、26試合に出場した。1986年のワールドカップでは1試合に出場したのみに終わるが、優勝を果たした。
指導者としてはインデペンディエンテのユースチームを皮切りに、南米や中東、スイスのクラブなどでの指導経験がある。

## タイトル

### 選手時代
アルゼンチン代表
- ワールドカップ : 1986

CAインデペンディエンテ
- コパ・リベルタドーレス : 1984
- インターコンチネンタルカップ : 1984
- メトロポリターノ : 1983
- プリメーラ・ディビシオン : 1988-89
- レコパ・スダメリカーナ : 1995

シオン
- スイス・カップ : 1990-91
- スーパーリーグ  : 1991-92

### 指導者
ストロンゲスト
- リーガ・デ・フットボル・プロフェシオナル・ボリビアーノ : 2003前期リーグ
- リーガ・デ・フットボル・プロフェシオナル・ボリビアーノ : 2004後期リーグ